# Yosef Hayim Yerushalmi
Yosef Hayim Yerushalmi, né à le 20 mai 1932 à New York où  il meurt le 8 décembre 2009, est un historien juif américain, spécialiste de l’histoire des marranes. Son œuvre la plus réputée est Zakhor (« Souviens-toi », en hébreu), un essai dans lequel il s’interroge sur les relations des Juifs avec l’histoire et la mémoire.

## Biographie
Yosef Hayim Yerushalmi naît dans le Bronx en 1932, au sein  d'une famille d'émigrants juifs ashkénazes de Russie originaires de Pinsk (Biélorussie) — pour sa mère — et de Goloskov, près d'Odessa (Ukraine) — pour son père — attachés au judaïsme sans être orthodoxes. Élevé en hébreu, en anglais et en yiddish — son père enseignant l'hébreu — il fréquente les yeshivot new-yorkaises où il reçoit une solide éducation judaïque. En 1953, il obtient un diplôme de l'université Yeshiva et, quatre ans plus tard est ordonné rabbin au Jewish Theological Seminary. 
En 1959, il épouse Ophra — une pianiste venue d'Israël pour étudier le piano avec Claudio Arrau — dont il aura un fils, Ariel.
Il entreprend des études d'histoire et obtient un doctorat de l’université Columbia en 1966, portant sur le médecin et philosophe marrane du XVIIe siècle Isaac Cardoso, sous la direction de Salo Wittmayer Baron, un des plus grands spécialistes de l'histoire du peuple juif au xxe siècle. Il travaille une année comme rabbin dans une synagogue new-yorkaise mais s'oriente vers la recherche et l'enseignement, obtenant un poste de professeur d'hébreu et d'histoire juive et de civilisation séfarade à l'université Harvard où il reprend en 1971 la chaire de Jacob E. Safra. En 1980, il quitte Harvard pour Columbia où il reprend la chaire d'histoire juive Salo Baron que ce dernier avait occupée jusqu'en 1963 et que Yerushalmi occupe jusqu’en 2008. Il y dirige également pendant 28 ans le Centre d'études juives et israéliennes où il accueille nombre d'étudiants qui deviendront des historiens de renom du judaïsme.
Il meurt à Manhattan où il habitait, à l'âge de 77 ans.

## Œuvre
Yerushalmi s'est essentiellement attaché à l’étude du judaïsme séfarade et des marranes. Ses recherches sur les conversos l'amènent à voir dans la dualité de leur état une possibilité d'éclairage de la condition juive moderne. Ainsi, selon lui, l'identité juive contemporaine n'est plus tant une question d'héritage qu'une question de choix. Ces réflexions pionnières sur la relation à la mémoire, à l'histoire et au passé se traduiront par son essai le plus connu, Zakhor : Histoire juive et mémoire juive, un ouvrage qui, en plus d'influencer significativement les historiens juifs de la génération suivante, servira de référence dans les débats sur la mémoire qui traversent le monde intellectuel au cours des années 1980 et 1990.
Au début des années 1990, Yerushalmi se penche sur le Moïse de Freud et propose, pour la première fois, une évaluation historienne d'un texte fort débattu et problématique, contribuant au lancement d'un large débat de spécialistes autour de la figure de Moïse, qui n'est pas terminé au début du XXIe siècle.
Yosef Hayim Yerushalmi est considéré l'un des grands chercheurs de l'histoire juive, dont l’œuvre, — une forme de méditation sur la tension entre la mémoire collective d'un peuple et l'analyse prosaïque des faits, — a influencé toute une génération de penseurs.

## Critiques
Des historiens de la nouvelle génération n'hésitent pas à prendre de la distance avec certaines des thèses de Yosef Hayim Yerushalmi, voire à critiquer les présupposés sur lesquels il appuie ses recherches[évasif].

### Sources partielles
- Joseph Berger, Yosef H. Yerushalmi, Scholar of Jewish History, Dies at 77, in New-York Times, 10/12/2009, article en ligne
- Nicolas Weil, Yosef Hayim Yerushalmi, in Le Monde, 11 décembre 2009